# Yūya Ōno
Yūya Ōno (japanisch 大野 佑哉 Ōno Yūya; * 17. August 1996 der Präfektur Tokio) ist ein japanischer Fußballspieler.

## Karriere
Yūya Ōno erlernte das Fußballspielen in den Mannschaften der Reysol Secundary School Ome, des AZ'86 Tokyo Ome, der Yamanashi Gakuin University High School sowie in der Universitätsmannschaft der Hannan University. Seinen ersten Profivertrag unterschrieb er 2019 beim Matsumoto Yamaga FC. Der Verein aus Matsumoto spielte in der zweiten japanischen Liga, der J2 League. 2019 kam er in der zweiten Liga nicht zum Einsatz. Sein Zweitligadebüt gab er am 29. Juli 2020 im Heimspiel gegen den FC Machida Zelvia. Hier wurde er nach der Halbzeit für Toshiya Takagi eingewechselt. Nach Ende der Saison 2021 belegte er mit dem Verein aus Matsumoto den letzten Tabellenplatz und musste in die dritte Liga absteigen. Nach insgesamt 86 Ligaspielen wechselte er zu Beginn der Saison 2023 nach Nagano zum ebenfalls in der dritten Liga spielenden AC Nagano Parceiro.